# Tiger Blade
Pour plus de détails, voir Fiche technique et Distribution.
Tiger Blade (เสือคาบดาบ, Seua khaap daap) est un film thaïlandais réalisé par Teeratorn Siripanvaraporn.

## Synopsis
Un gang de criminels utilise la magie noire pour organiser l'évasion de prison de leur chef, le chef de guerre Karen Kaoyot. Un groupe d'agents d'élite de la police, mené par Yosthana et sa coéquipière Duangdao, se lance à la poursuite des assassins : pour avoir une chance de vaincre le gang, ils doivent utiliser eux aussi la magie ; Yotsthana s'arme d'un vieux sabre, la Tiger Blade, au pouvoir extraordinaire...

## Fiche technique
- Titre : Tiger Blade
- Titre original : เสือคาบดาบ (Seua khaap daap)
- Réalisation : Theeratorn Siriphunvaraporn
- Scénario : Kulachat Jitkhachornwanich
- Photographie : Choochart Nantitanyatada
- Société de production : Mono Film
- Pays :  Thaïlande
- Genre : Action, comédie et fantastique
- Durée : 91 minutes
- Dates de sortie : 
  - Thaïlande : 27 octobre 2005

## Distribution
- Atsadawut Luengsuntorn : Yosthana
- Pongpat Wachirabunjong : Kaoyot
- Pimolrat Pisolyabutr (Phimonrat Phisarayabud)  : Duangdao
- Srungsuda Lawanprasert : G.I. Jenjila
- Chalad Na Songkhla : Five Bullets Bandit
- Amornrit Sriphung : Mahesak